# Pratapa deva
Pratapa deva är en fjärilsart som beskrevs av Moore 1857. Pratapa deva ingår i släktet Pratapa och familjen juvelvingar. Inga underarter finns listade i Catalogue of Life.

## Bildgalleri

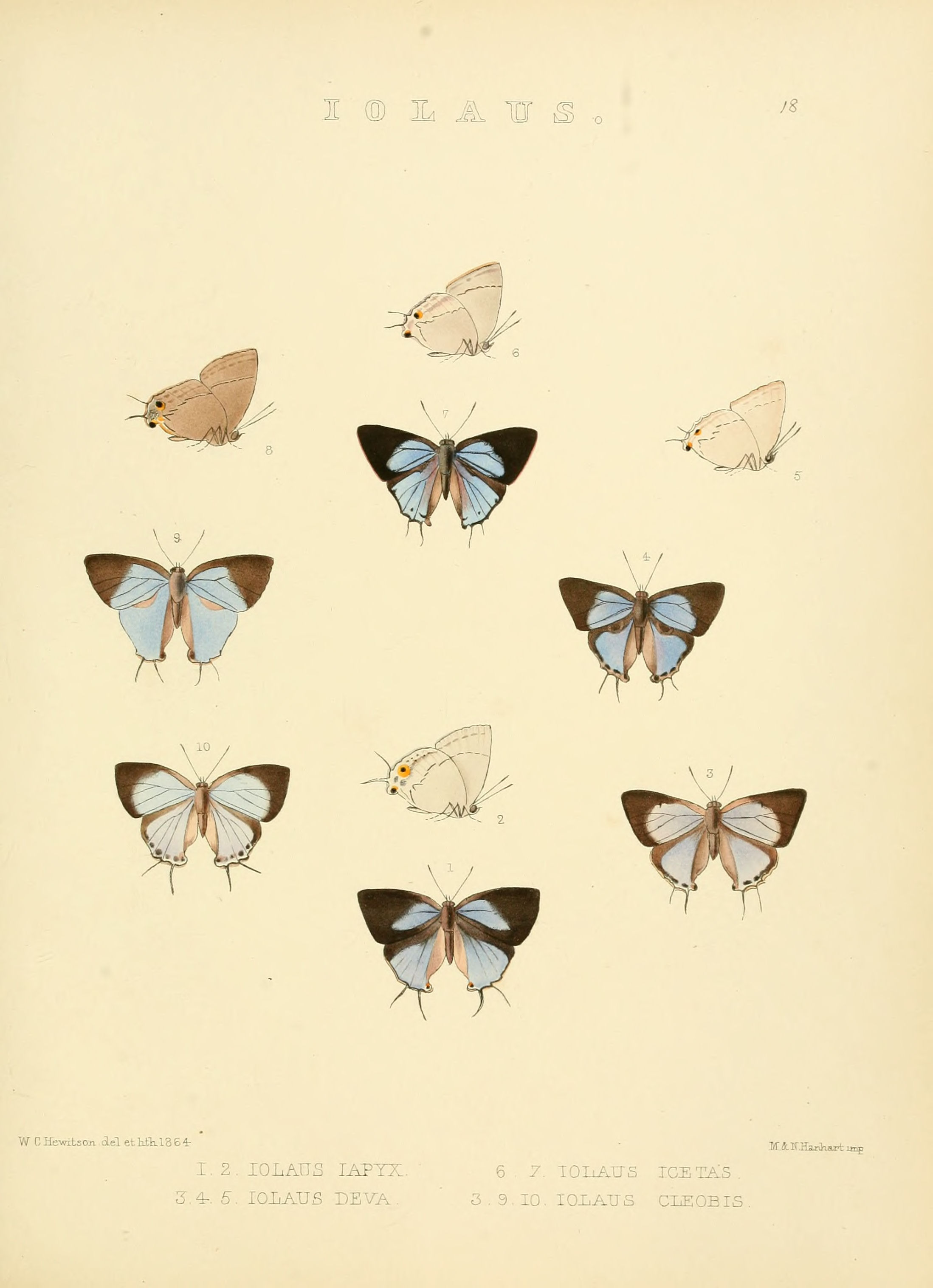
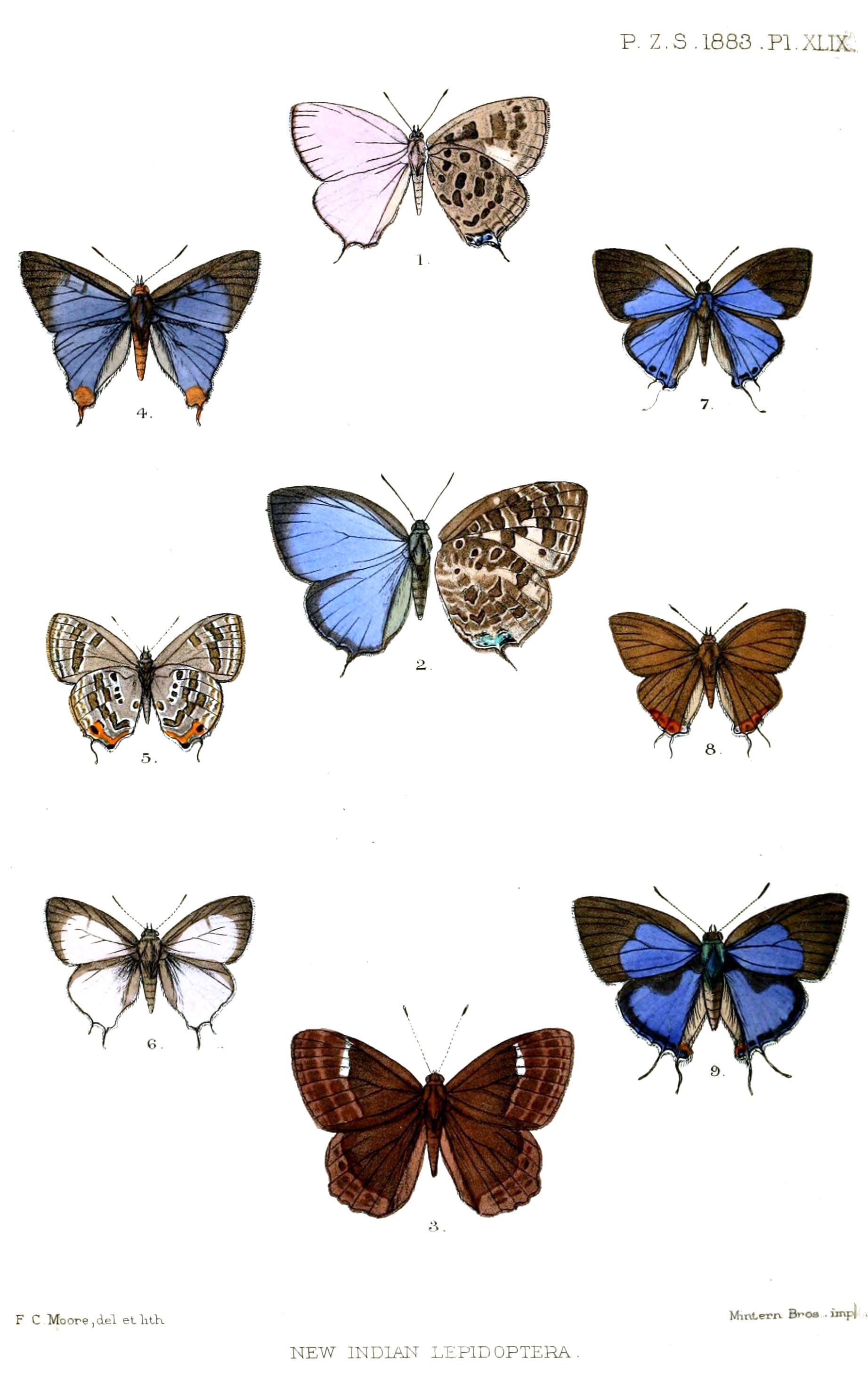
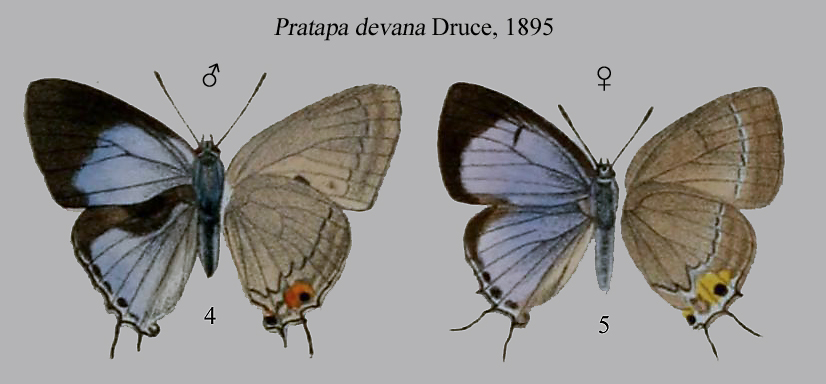
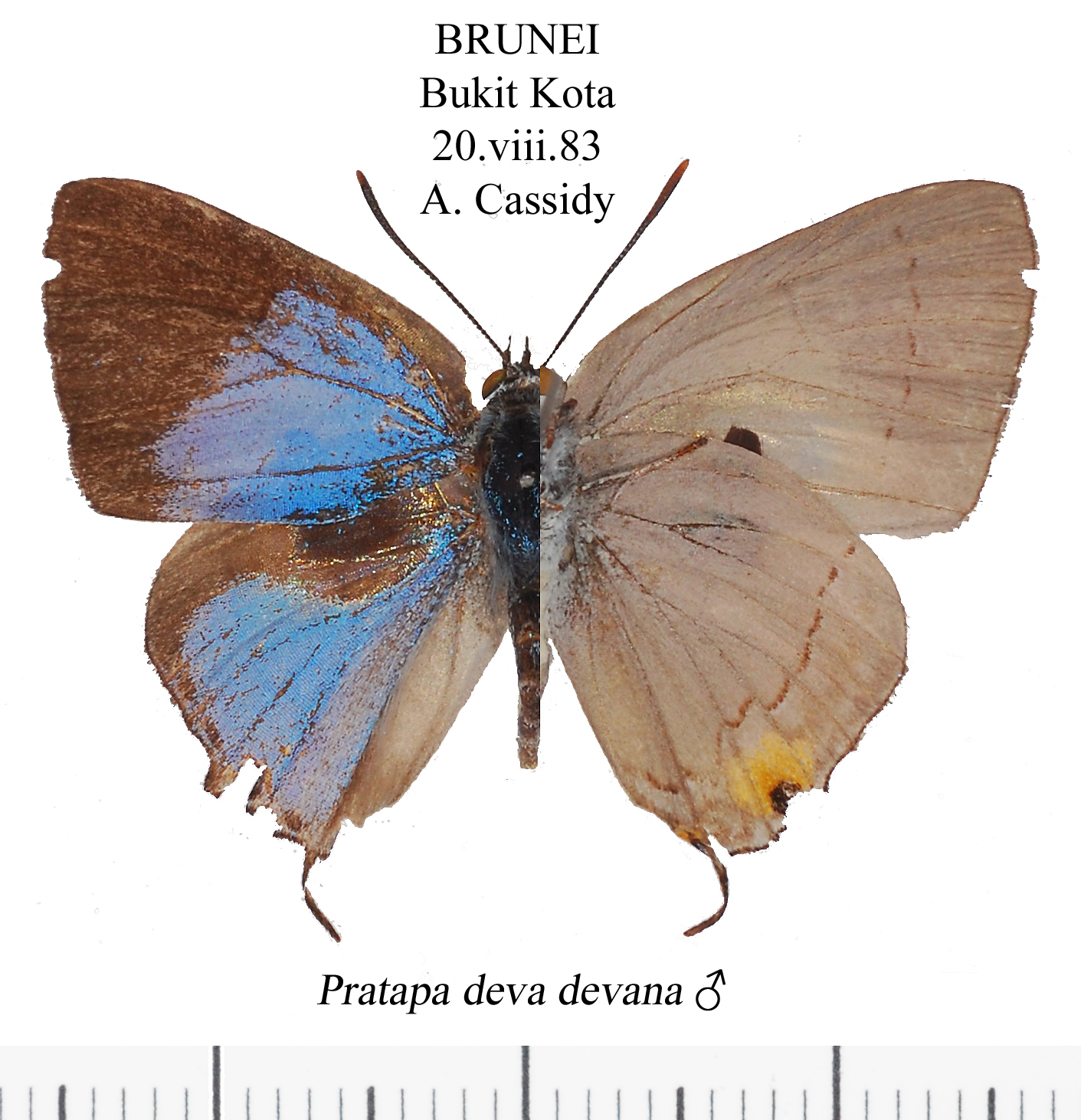
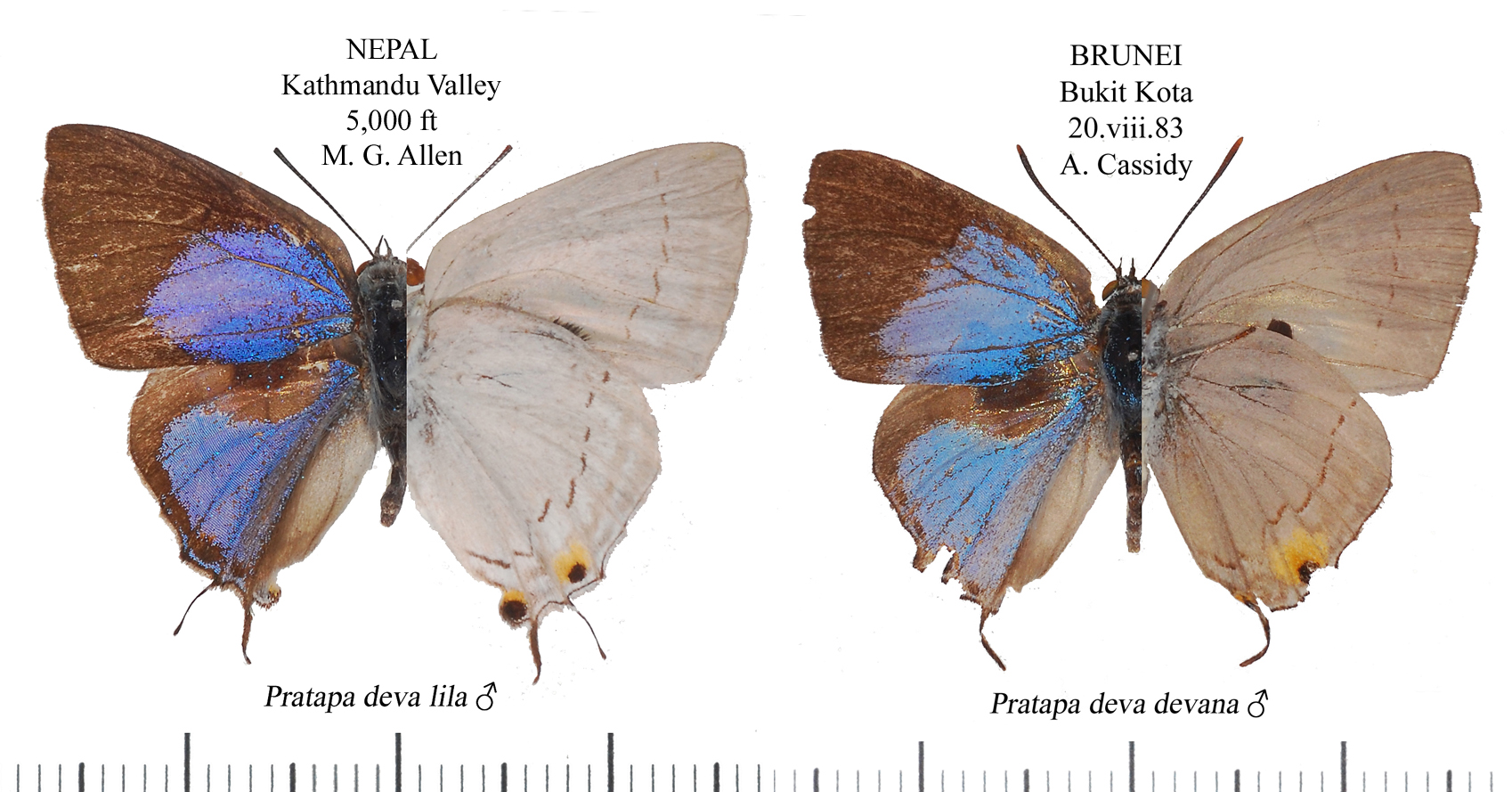
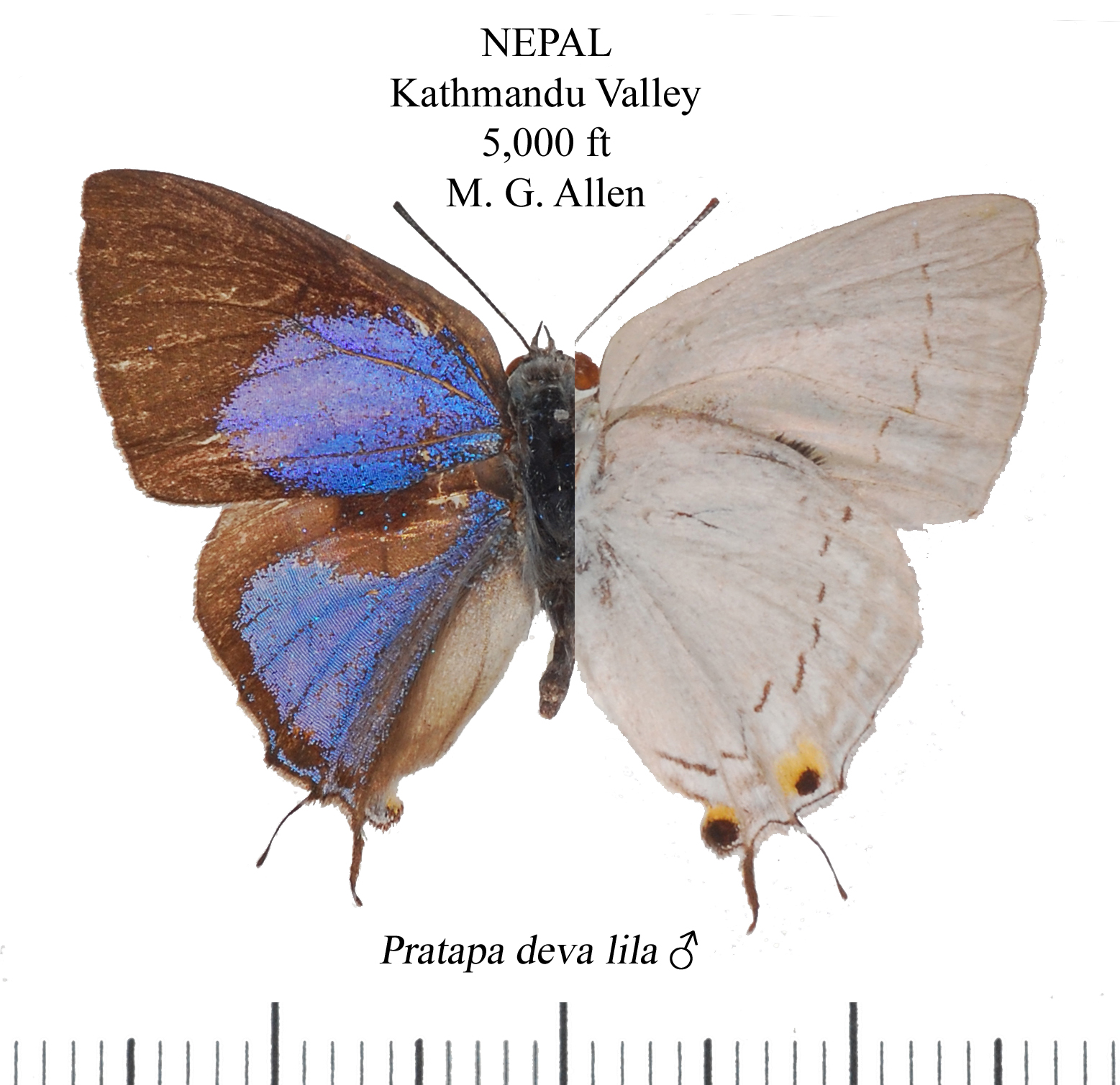